# Aston Ingham
Aston Ingham – wieś w Anglii, w hrabstwie Herefordshire. Leży 24 km na południowy wschód od miasta Hereford i 167 km na zachód od Londynu.